# Sitorai Mohi Xosa

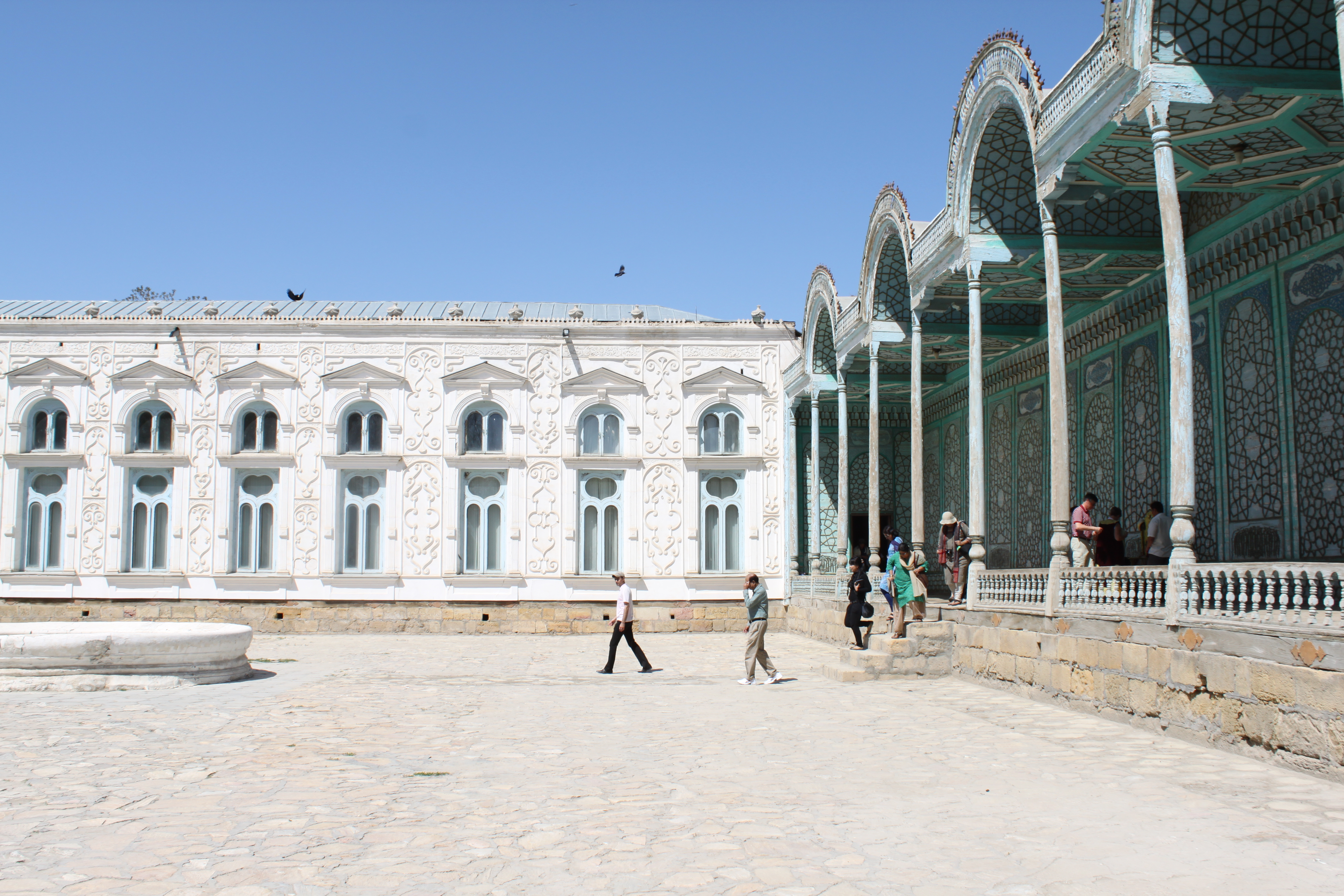
Haupthof des Sitorai-Mohi-Xosa-Palasts

Sitorai Mohi Xosa ist ein Schloss in der usbekischen Stadt Buxoro, das dem letzten Emir von Buxoro als Sommerresidenz diente. Das Schloss liegt etwa 5 Kilometer nördlich des historischen Zentrums von Buxoro in einem Park. Der Name bedeutet "Ort, an dem sich Mond und Sterne begegnen".

## Geschichte
Mitte des 19. Jahrhunderts ließ Emir Nasr Allah (Regierungszeit 1826–1860) erstmals an dieser Stelle ein Sommerschloss erbauen, das jedoch nicht erhalten ist. Später ließ ein weiterer Emir dort ein neues Schloss errichten und benannte es Sitorai Mohi Xosa nach seiner Frau Sitora. Auch dieses Schloss wurde wieder abgerissen. Der heutige Bau entstand 1912–1918 unter Alim Khan, dem letzten Emir von Buxoro.

## Beschreibung
Auch wenn die Innenräume zumeist architektonisch nicht besonders originell entworfen und nicht besonders wertvoll eingerichtet sind, vermitteln sie einen guten Einblick in die Lebensweise der letzten Herrscher von Buchara. Herausragend sind der Empfangssaal mit Wandmalereien von Chasandschan und der Weiße Saal mit Stuckarbeiten und Alabasterschnitzereien von Schirin Muradow, die nicht direkt auf dem Mauerwerk angebracht sind, sondern auf Spiegeln, weswegen dieser Saal auch Spiegelsaal genannt wird.
In dem Schloss ist ein Museum für angewandte Kunst untergebracht, das unter anderem Teppiche, Stickereien, Tuche, Keramik, Porzellan, Schmuck und Waffen zeigt.

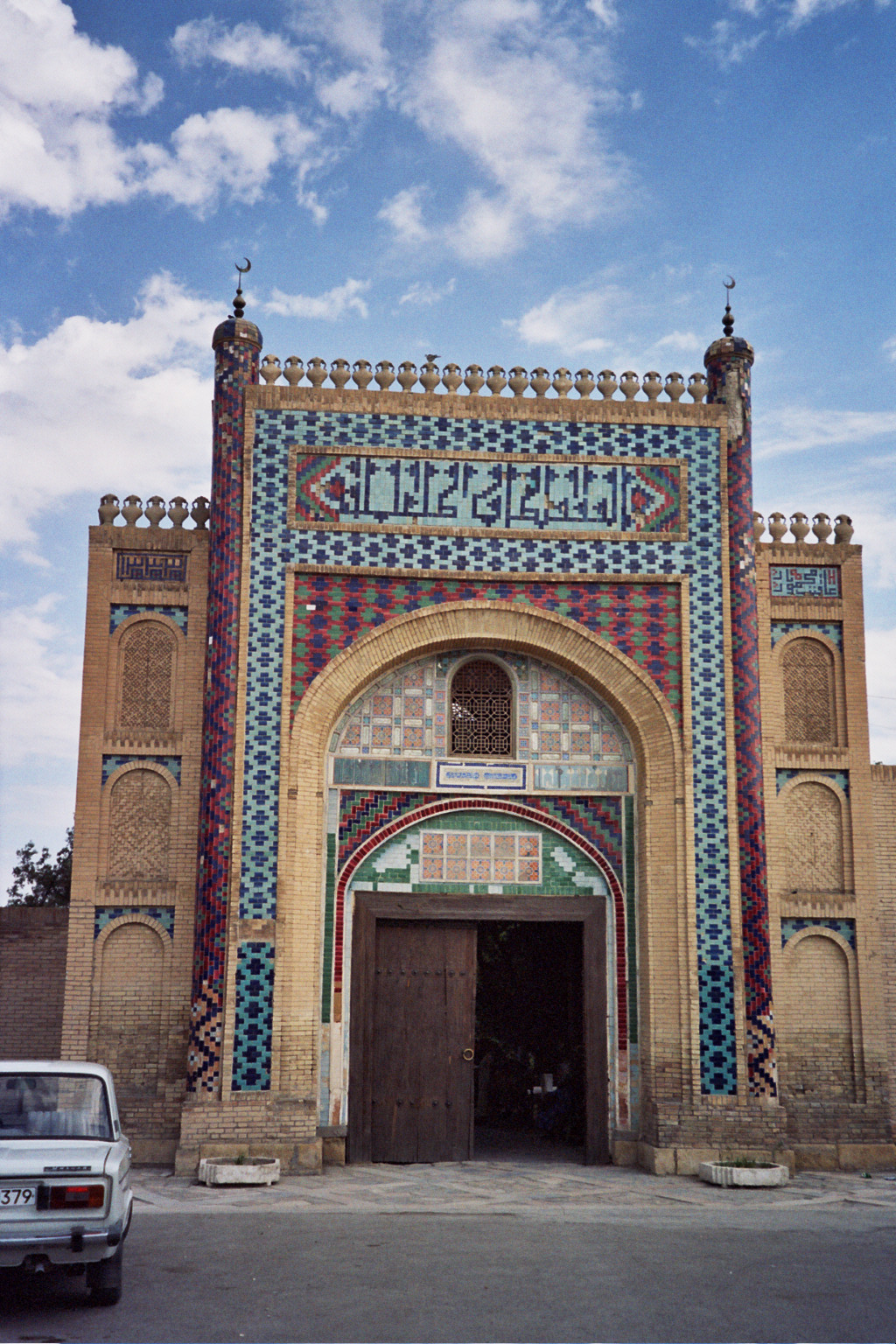
Haupteingang
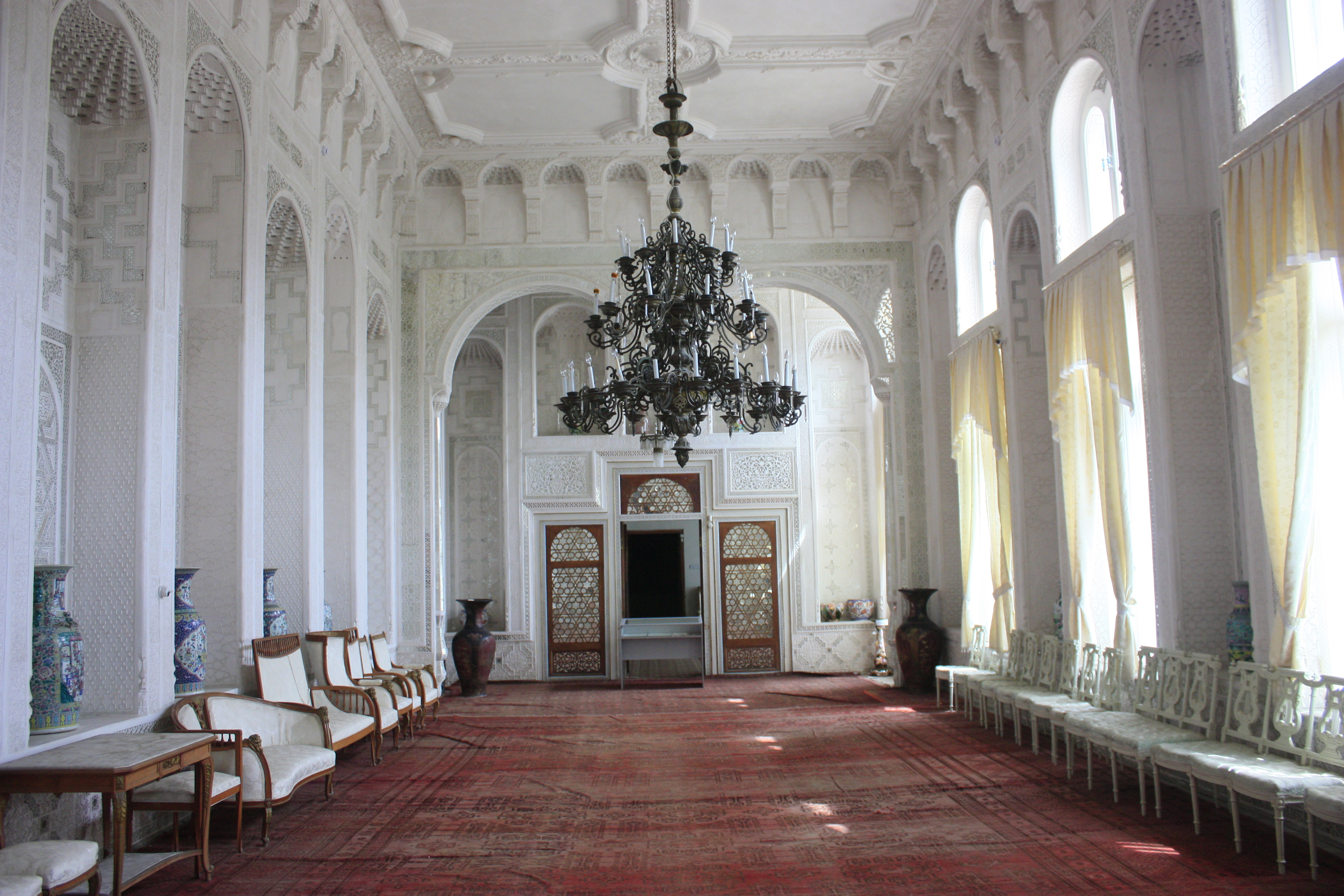
Spiegelsaal
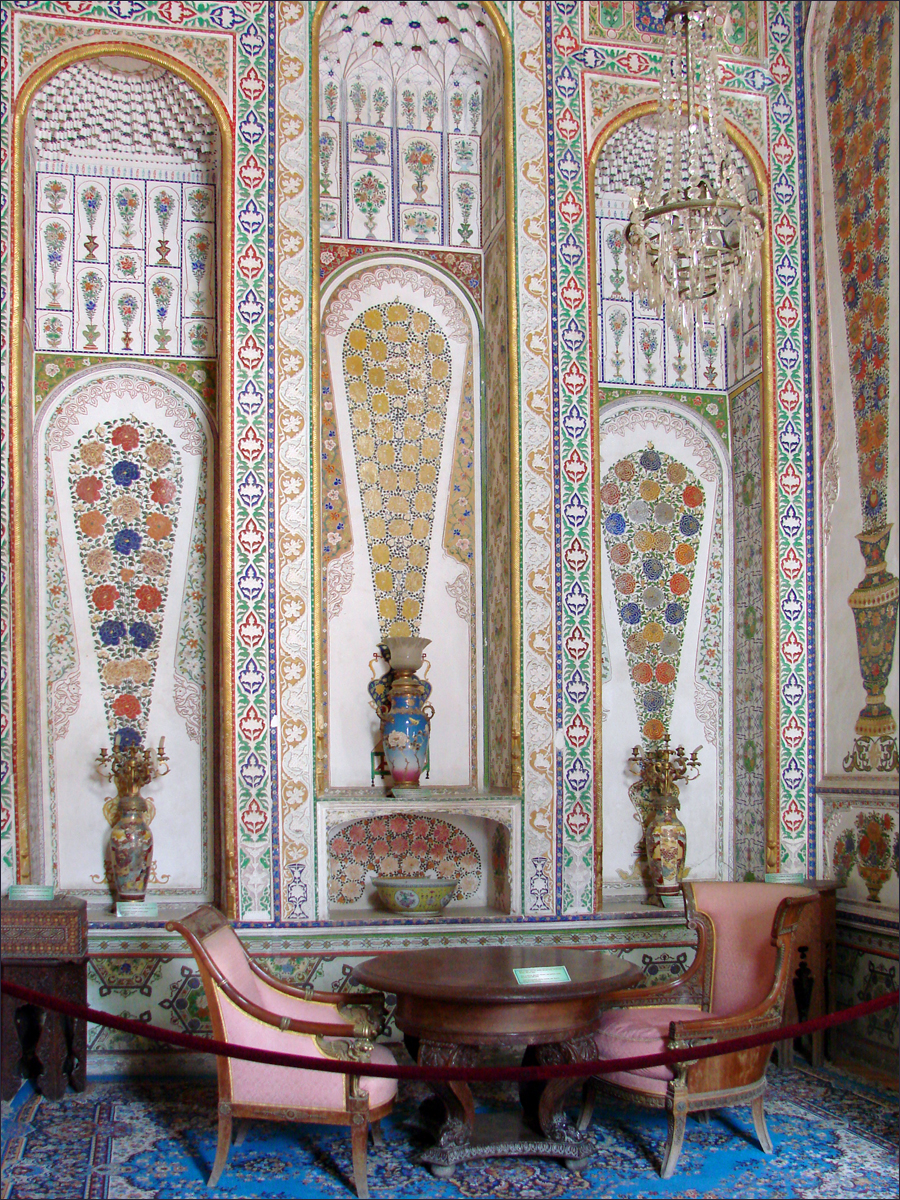
Zimmer des Emirs
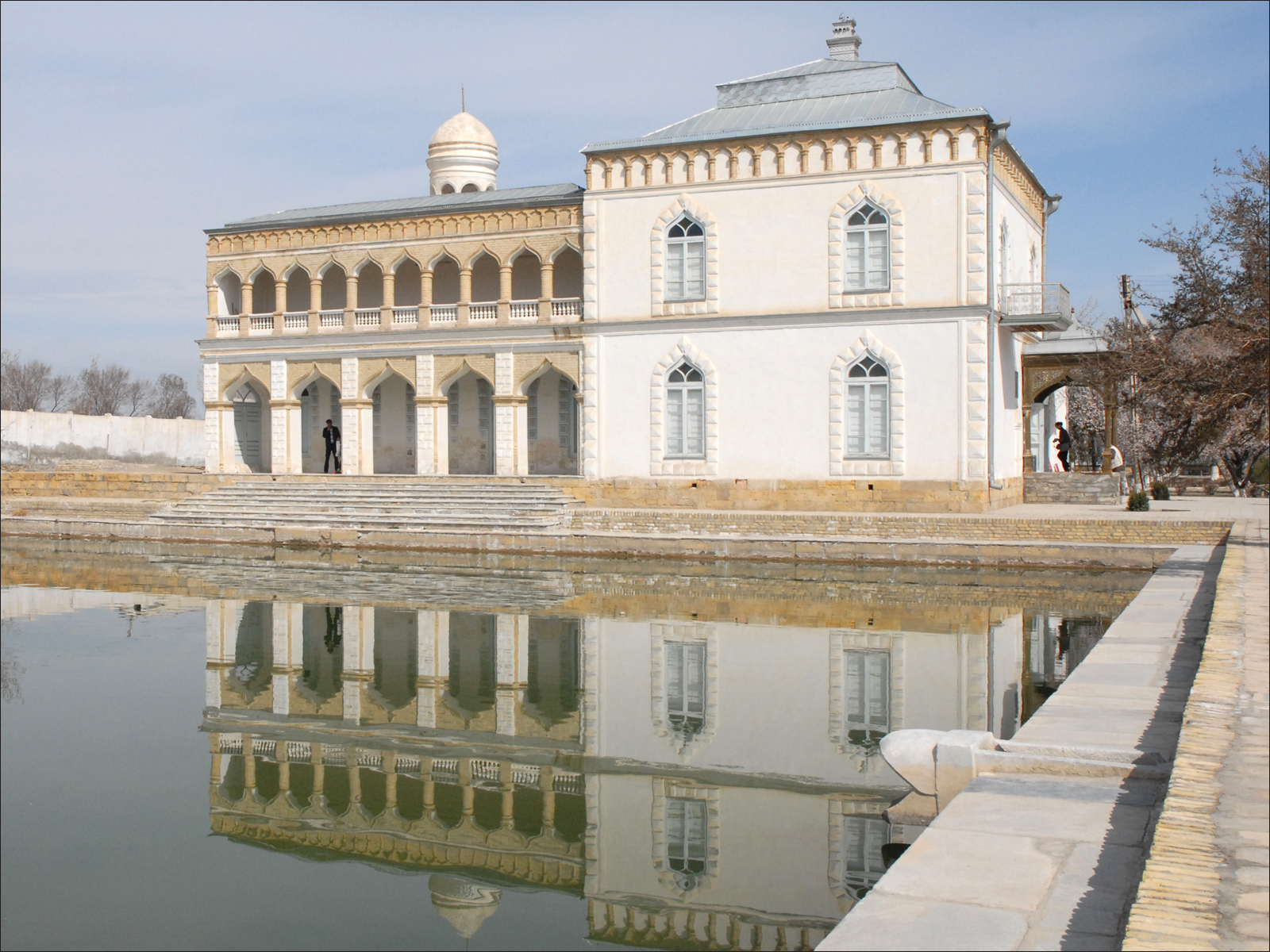
Haremsgebäude
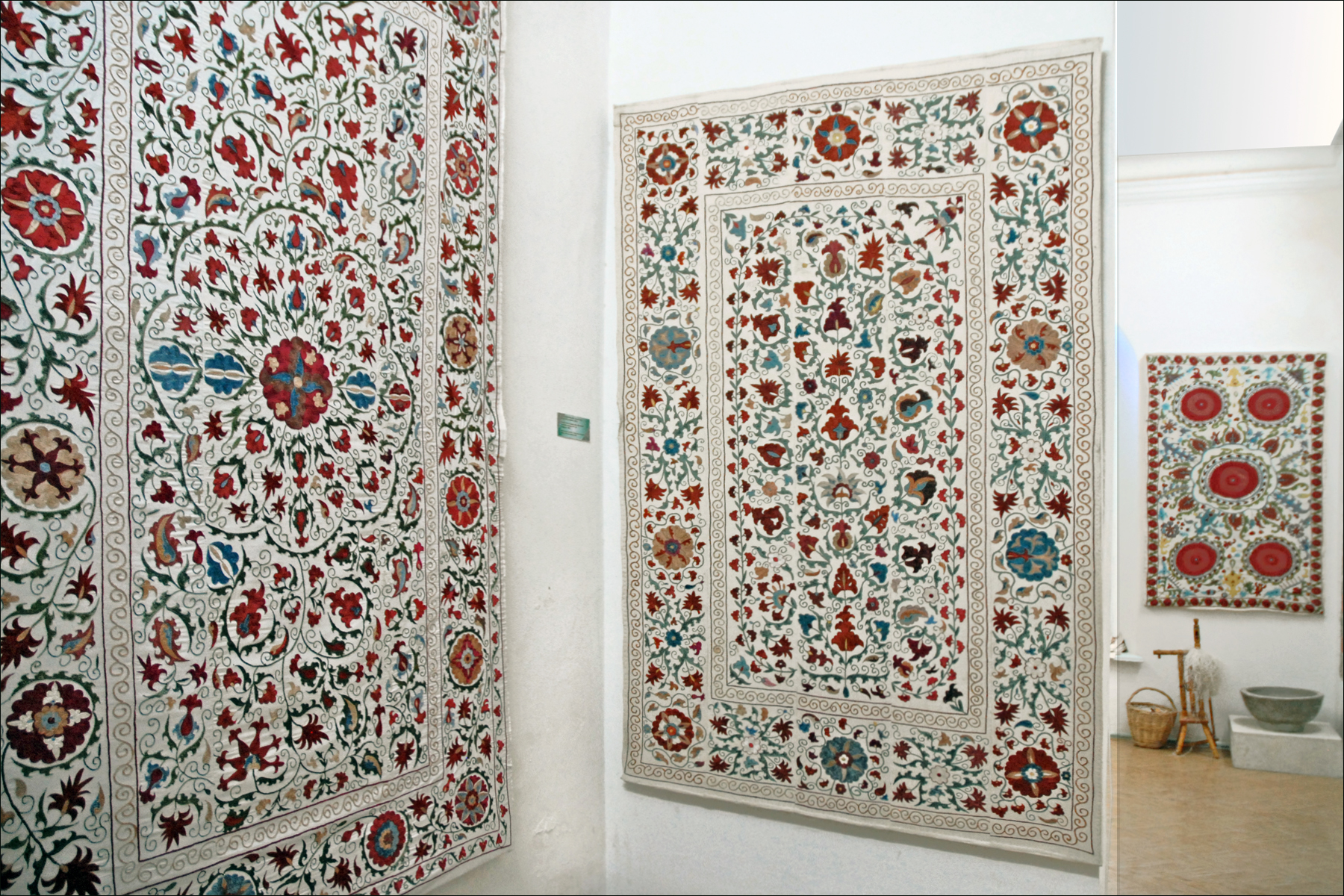
Stickereiausstellung